# 加藤タイキ
加藤 タイキ（かとう タイキ、1983年6月18日 - ）は、日本のアートディレクター、グラフィックデザイナー。

## 来歴・人物
京都府出身。東京都在住。デザイン事務所を経て、2011年よりフリーランスとして活動。2015年に自身の会社「LAUNDRY Design&Think」を立ち上げる。
ブランドアイデンティティ、アートディレクションとタイポグラフィを軸に活動する。ファッション、広告、グラフィックデザイン、WEBの仕事を手がける。デザインチームLAUNDRYのメンバーとして、ブランドアイデンティティからプロモーションまで携わるブランディングを目的としたプロジェクトを国内外含め行っている。
イタリアのA’ Design Award & Competition Bronzeをはじめ受賞多数。クリエイター特化型の小型シェアオフィスLAUNDRY share spaceを共同運営する。